# Volčja Draga
Volčja Draga je kraj z okoli 700 prebivalci v Občini Renče - Vogrsko, ki leži v spodnjem delu Vipavske doline na Goriškem. Deli vasi so Polje, Doline, Lemovo, Draga in Dolgo. Skozi kraj tečeta potoka Lemovšček in Bazarčan. Oba se izlivata v rečico Lijak, ta pa v reko Vipavo, ki je južna meja kraja. 

## Ime
Sredi kraja, v Dragi, je bilo nekoč zimovališče za velike črede ovc, ki so jih v spodnjo Vipavsko dolino in na Goriško polje vsako zimo prignali z bližnjih visokih kraških planot, kjer so v preteklosti vladale dolge mrzle zime z visokim snegom. Majhnega naselja, ki ga je sestavljalo nekaj raztresenih kmetij, se je zato prijelo ime, ki se je slišalo kot Uoučja Draga. Tukajšnje slovensko prebivalstvo je namreč samoglasnik o na začetku besede izgovarjalo kot uo - npr. uokno/okno, uočkie/oko, uosu/osel, uosa/osa, uouca/ovca, uelje/olje, ... ). Zapisovalci krajevnih imen pa so tekom dvajsetega stoletja pričeli pridevnik uoučja (ovčja) iz pravopisnih razlogov zapisovati kot Voučja. Pozneje pa so, prav tako iz pravopisnih razlogov, še vokal u spremenili v l. Na ta način je nastalo potvorjeno ime Volčja Draga, ki seveda nima popolnoma nobene zgodovinske ali kakršnekoli druge podlage.    

## Zgodovina
Ozemlje, na katerem leži Volčja Draga, je od 11. stoletja do leta 1500 pripadalo pokneženim Goriškim grofom. Ko je samostojna Goriška kneževina leta 1500 propadla, je po dedni pogodbi njeno celotno ozemlje pripadlo Habsburžanom. Goriška je tako prišla pod habsburško oblast in znotraj avstrijskega cesarstva, kot samostojna dežela z naslovom poknežena grofija, ostala vse do leta 1918, ko je cesarstvo razpadlo.  
Ko je Avstro-Ogrska razpadla in se je prva svetovna vojna končala (oktobra leta 1918), je bilo veliko prebivalcev okoliških vasi še na raznih frontah in tudi v ujetništvu, večina prebivalstva pa v begunstvu. Volčja Draga je bila skoraj popolnoma opustošena in evakuirana. Po razpadu avstrijsko-italijanske fronte na Piavi so se prebivalci postopoma začeli vračati in obnovili prej skorajda popolnoma uničeno vas.

## Gospodarstvo
Volčja Draga ima zelo dobro razvito industrijsko panogo. Med industrijskimi obrati so tekstilna tovarna Okroglica, Martex in Ultrapac.